# رآکتور سریع خنک‌شده سرب

طرح شماتیک یک رآکتور سریع خنک‌شده سرب

رآکتور سریع خنک‌شده سرب(به انگلیسی: Lead-cooled fast reactor) گونه‌ای از رآکتورهای هسته‌ای هستند که در آن از سرب یا اوتکتیک بیسموت-سرب، به عنوان عامل سرد کننده استفاده می‌شود.